# إد شاندلير
إد شاندلير (بالإنجليزية: Ed Chandler) هو لاعب كرة قاعدة أمريكي، ولد في 17 فبراير 1917 في بينسون في الولايات المتحدة، وتوفي في 6 يوليو 2003 في لاس فيغاس في الولايات المتحدة.

## وصلات خارجية
- إد شاندلير على موقع دوري كرة القاعدة الرئيسي (الإنجليزية)
- إد شاندلير على موقعبيزبول رفرنس.كوم (الدوري الرئيسي) (الإنجليزية)
- إد شاندلير على موقعبيزبول رفرنس.كوم (الدوري الثانوي) (الإنجليزية)
- إد شاندلير على موقع جمعية أبحاث البيسبول الأمريكية (الإنجليزية)